# Cuitlatèque
Le cuitlatèque est une langue amérindienne isolée parlée au Mexique, dans l'État de Guerrero. La langue est éteinte.

## Classification
Le cuitlatèque est considéré comme une langue isolée.

## Phonologie
Les tableaux présentent les phonèmes du cuitlatèque.

### Voyelles
|         | Antérieure | Centrale | Postérieure |
| ------- | ---------- | -------- | ----------- |
| Fermée  | i [i]      | ɨ [ɨ]    | u [u]       |
| Moyenne | e [e]      |          | o [o]       |
| Ouverte |            | a [a]    |             |

### Consonnes
|               |               | Bilabiale | Dentale | Palatale | Vélaire | Lab.-vél. | Glottale |
| ------------- | ------------- | --------- | ------- | -------- | ------- | --------- | -------- |
| Occlusives    | Occlusives    | p [p]     | t [t]   |          | k [k]   | kw [kʷ]   | ʔ [ʔ]    |
| Fricatives    | Fricatives    | β [β]     | ð [ð]   | ʃ [ʃ]    |         |           | h [h]    |
| Afriquées     | Afriquées     |           |         | tʃ [t͡ʃ]  |         |           |          |
| Nasales       | Nasales       | m [m]     | n [n]   |          |         |           |          |
| Liquides      | Liquides      |           | l [l]   | ɫ [ɫ]    |         |           |          |
| Semi-voyelles | Semi-voyelles | w [w]     |         | j [j]    |         |           |          |